# Penebui
Penebui war eine frühägyptische Königin und vermutlich eine Gemahlin des Königs Djer während der 1. Dynastie. Ihr Name und Titel sind auf mehreren Elfenbeintäfelchen eingraviert.

## Identität
Auf den Elfenbeintäfelchen (sog. Jahrestäfelchen), von denen zwei aus dem Grab des Djer in Abydos und eins aus Sakkara stammen, sind mehrere Zeremonien piktografisch dargestellt, darunter das Bringen mehrerer Fetische. Im Zentrum der Darstellung steht der Tod zweier Königinnen. Diese sind als Büsten mit Frauenköpfen auf geschmückten Emporen dargestellt, aus ihren Stirnen tritt Blut heraus (in früheren Lesungen wurde dies fälschlicherweise als Blumenschmuck oder Diadem gedeutet). Die vordere der beiden Verstorbenen trägt den Titel einer Hofdame höheren Ranges: Weret-hetes („Große des Hetes-Zepters“). Dies weist sie als königliche Gemahlin aus. Ihr Name lautet Penebui, was sich mit „Sitz der beiden Herren“ übersetzen lässt. Der Name von Penebui, sowie der ihrer verstorbenen Begleiterin (sie trägt den Titel Maa-cheru („Gerecht an Stimme“); ihr Name besteht aus drei undeutlich geschriebenen Fisch-Symbolen und ist nicht mehr eindeutig lesbar), wird mit einer seltenen Hieroglyphe eingeleitet, die dem späteren Kot-Zeichen Gardiner-F52 ähnelt und für „sterben“ oder „Tod“ steht.
Penebuis Tod scheint auch auf dem Palermostein im 4. Jahresfenster des Djer vermerkt zu sein. Wolfgang Helck argwöhnt, ob die Königin durch Enthauptung starb, da der Figur einer verstorbenen Hofdame auf dem Annalenstein ein geköpfter Kiebitz beigefügt ist.